# Équipe de France masculine de basket-ball en fauteuil roulant
Pour les articles homonymes, voir Équipe de France.
Maillots
Actualités
L’équipe de France de handibasket est la sélection qui représente la France depuis 1960 dans les compétitions majeures de basket-ball en fauteuil roulant.
Elle rassemble les meilleurs joueurs français sous l’égide de la Fédération française handisport.

## Histoire
L'équipe de France a participé aux premiers jeux paralympiques de Rome de 1960 où elle a terminé à la 7e place du groupe B (lésion incomplète), derrière la Suisse. Elle participe aux jeux paralympiques de Tokyo en 1964 où elle obtient 4e place du groupe A (lésion complète). La classification des joueurs de handibasket a été modifiée, et il n'y a plus qu'un seul groupe à partir des Jeux Paralympiques de Tel-Aviv en 1968.
Vainqueur des Jeux Paralympiques de Los Angeles en 1984.
De par la réduction du tableau de 12 à 8 équipes pour les Jeux paralympiques d'été de 2024, l'équipe de France n'est pas qualifiée automatiquement et devra disputer le tournoi pré-olympique d'avril 2024 à Antibes pour disputer le tournoi olympique.

## Palmarès

### Parcours paralympique
référence
- 1960 : 7e
- 1964 : 4e
- 1968 : 4e
- 1972 : 4e
- 1976 :  Médaillé de bronze
- 1980 : 4e
- 1984 :  Médaillé d'or
- 1988 :  Médaillé de bronze
- 1992 : 4e
- 1996 : 6e
- 2000 : 6e
- 2004 : 11e
- 2008 : Non qualifié
- 2012 : Non qualifié
- 2016 : Non qualifié
- 2020 : Non qualifié
- 2024 : 8e place à  Paris

### Palmarès aux Championnats du Monde
référence :
- 1973  :  Médaillée d'argent
- 1975  : ?
- 1979 :  Médaillée de bronze
- 1983 :  Médaillée d'argent
- 1990 :  Médaillée d'or
- 1994 : 4e
- 1998 : 7e
- 2002 : 6e
- 2006 : 11e
- 2010 :  Médaillée d'argent[6]
- 2014 : Non qualifiée
- 2018 : Non qualifiée
- 2022 : 9e place à  Dubaï

### Palmarès européen
- 1970 :  Médaillée d'argent aux Championnats d'Europe à  Bruges
- 1974 :  Médaillée d'argent aux Championnats d'Europe à  Kerpape
- 1977 :  Médaillée de bronze aux Championnats d'Europe à  Raalte
- 1978 :  Médaillée d'argent aux Championnats d'Europe à  Lorient
- 1981 :  Médaillée d'argent aux Championnats d'Europe à  Genève
- 1982 :  Médaillée d'or aux Championnats d'Europe à  Falun
- 1987 :  Médaillée d'or aux Championnats d'Europe à  Lorient
- 1989 :  Médaillée d'or aux Championnats d'Europe à  Charleville-Mezières
- 1991 :  Médaillée d'or aux Championnats d'Europe à  El Ferrol
- 1993 :  Médaillée de bronze aux Championnats d'Europe à  Berlin
- 1997 :  Médaillée d'or aux Championnats d'Europe à  Madrid
- 1999 :  Médaillée d'or aux Championnats d'Europe à  Roermond
- 2001 :  Médaillée d'or aux Championnats d'Europe à  Amsterdam
- 2012 :  Médaillée d'or aux Championnats d'Europe (division B) à  Lasko[7]
- 2013 : 9e aux Championnats d'Europe à  Francfort-sur-le-Main
- 2015 : 11e aux Championnats d'Europe à  Worcester
- 2016 :  Médaillée d'or aux Championnats d'Europe (division B) à  Sarajevo
- 2017 : 9e place aux Championnats d'Europe à  Adeje
- 2019 : 8e place aux Championnats d'Europe à  Wałbrzych
- 2021 : 5e place aux Championnats d'Europe à  Madrid
- 2023 : 7e place aux Championnats d'Europe à  Rotterdam

## Joueurs célèbres ou marquants
- Philippe Baye
- Alain Kieffer (1986-1991)
- Sofyane Mehiaoui
- Michel Mensch (1986-1990), 75 sélections
- Philippe Sailley

## Entraîneurs successifs
- 1968 - 1989 : Robert Perri
- 1989 - 2008 : Maurice Schœnacker
- 2008 - 2012 : Franck Belen
- 2012 - : David Schoenacker

## Composition de l'équipe de France masculine (pour les CM 2010)
| Num. | Nom                | Handicap | Club             |
| ---- | ------------------ | -------- | ---------------- |
| 4    | Ludovic Sarron     | 1.0      | Meylan-Grenoble  |
| 5    | Frédéric Guyot     | 2.0      | Meylan-Grenoble  |
| 6    | Jérôme Duran       | 2.0      | Le Cannet        |
| 7    | Jérôme Courneil    | 2.0      | Toulouse         |
| 8    | Franck Étavard     | 4.0      | Lannion          |
| 9    | Bertrand Libman    | 3.0      | Toulouse         |
| 10   | David Levrat       | 4.0      | Meylan-Grenoble  |
| 11   | Laurent Blasczak   | 3.5      | Toulouse         |
| 12   | Nicolas Jouanserre | 4.5      | Hyères           |
| 13   | Sofyane Mehiaoui   | 3.0      | Santa Lucia Rome |
| 14   | Roger Deda         | 3.5      | Meaux            |
| 15   | Audrey Cayol       | 1.5      | Meaux            |

- Entraîneur : Franck Belen
- Assistant-Entraîneur : Fred Roelandt
- Team Manager : Mario Fahrasmane
- Mécanicien : Luc Daniel-Lacombe

- Physio : Sylvie Wagner